# Delegation (groupe)
Pour l’article homonyme, voir Délégation.
Delegation est un groupe de musique britannique actif entre 1975 et 1999. Son genre est la funk. Il se produit sur scène dans différents pays.

## Histoire
Il était composé de Ricky Bailey, Len Coley, Roddy Harris, Ray Patterson, Bruce Dunbar et Kathy Bryant.
Ses principaux succès sont Where Is The Love (We Used to Know) (1977), Oh Honey (1978), Put a Little Love on Me (1979), You and I (1979), Heartache n°9 (1979), Darlin' (I think about you) (1979) et One more step to take (1979).

## Discographie

### Albums
- 1976 : The Promise of Love
- 1979 : Eau De Vie
- 1980 : Delegation
- 1981 : Delegation II
- 1982 : Deuces High
- 1993 : Encore

### Singles
- 1983 : It's Your Turn / Can We Get It Back
- 1985 : Thanks To You